# Dendropsophus werneri
Dendropsophus werneri är en groddjursart som först beskrevs av Cochran 1952.  Dendropsophus werneri ingår i släktet Dendropsophus och familjen lövgrodor. IUCN kategoriserar arten globalt som livskraftig. Inga underarter finns listade i Catalogue of Life.